# Клуб убийств по четвергам (фильм)
«Клуб убийств по четвергам» (англ. The Thursday Murder Club) — предстоящая криминальная комедия Криса Коламбуса, основанный на одноимённом романе английского писателя Ричарда Османа. Главные роли в нём исполнят Хелен Миррен, Пирс Броснан и Бен Кингсли. Премьера состоится на стриминговой платформе Netflix 28 августа 2025 года.

## Сюжет
Четверо друзей, которым за семьдесят (Элизабет Бест, Рон Ритчи, Джойс Медоукрофт и Ибрагим Ариф), вместе живут в престижном доме престарелых в английском графстве Кент. Еженедельно они проводят встречи «Клуба убийств по четвергам», где обсуждают нераскрытые преступления. Когда местного застройщика находят мёртвым, члены клуба оказываются в центре своего первого реального дела.

## В ролях
- Хелен Миррен — Элизабет
- Пирс Броснан — Рон
- Бен Кингсли — Ибрагим
- Селия Имри — Джойс
- Дэвид Теннант — Йен Вэнтем
- Джонатан Прайс — Стивен, муж Элизабет
- Наоми Экки — Донна Де Фрейтас
- Генри Ллойд-Хьюз — Богдан

## Производство
В сентябре 2020 года стало известно, что по роману Ричарда Османа «Клуб убийств по четвергам» будет снят фильм, киносценарий к нему напишет Ол Паркер, он же должен был стать режиссёром. В марте 2023 года стало известно, что продюсером фильма станет Стивен Спилберг, а съёмки должны начаться в сентябре того же года. В ноябре 2023 года стало известно о переносе начала съёмок на весну 2024 года. В апреле 2024 года режиссёром фильма был назначен Крис Коламбус, а на главные роли утверждены Хелен Миррен, Пирс Броснан и Бен Кингсли.
Съёмки фильма начались в Великобритании в июне и завершились в сентябре 2024 года.